# Peter Herzog (Schauspieler)
Peter Herzog (* 9. Dezember 1929 in Breslau; † 26. Juli 2004 in München) war ein deutscher Schauspieler.

## Leben und Werk
Nach seinem Schauspielstudium bei Marlise Ludwig erhielt Herzog 1958/59 sein erstes Engagement an der Vaganten Bühne in Berlin. In den folgenden Jahren überwog zunächst seine Film- und Fernseharbeit. Er arbeitete dann von 1963 bis 1969 mit Unterbrechungen an der Schaubühne am Halleschen Ufer, danach von 1970 bis 1972 am Deutschen Schauspielhaus Hamburg, wo er erstmals mit Dieter Dorn arbeitete und zu dessen Ensemble viele Jahre gehörte. Von 1972 bis 1976 spielte er unter Dorn an den Staatlichen Schauspielbühnen Berlin (Schillertheater), von 1977 bis 2001 an den Münchner Kammerspielen, dann von 2001 bis 2004 am Bayerischen Staatsschauspiel.
Der wandlungsfähige Darsteller spielte in Klassikern wie Die Perser von Aischylos, Prinz Friedrich von Homburg von Kleist oder Shakespeares Der Kaufmann von Venedig an der Seite von Schauspielern wie Rolf Boysen, Thomas Holtzmann, Axel Milberg, Jens Harzer und Gisela Stein, wirkte aber auch in modernen Stücken mit wie etwa Neue Freiheit – Keine Jobs von Herbert Achternbusch (Film der Kammerspiele), Die Wände von Jean Genet oder Der Narr und seine Frau heute abend in Pancomedia von Botho Strauß.
Dieter Dorn schrieb in der Traueranzeige: Wir verlieren mit ihm einen Schauspieler, der durch seine Begeisterung und seinen Einsatz das Theater lebendig gemacht hat.
Sein Sohn ist der Regisseur Jens-Daniel Herzog.

## Filmografie
- 1958: Die Schleuse
- 1958: U 47 – Kapitänleutnant Prien
- 1960: Waldhausstraße 20
- 1961: Der Transport
- 1962: Zwischenfall im D-Zug (Serie Sie schreiben mit)
- 1962: Die Kraftprobe (Serie Sie schreiben mit)
- 1965: Darf ich um Feuer bitten? (Serie Gestatten, mein Name ist Cox)
- 1964: Stahlnetz: Strandkorb 421
- 1965: Stahlnetz: Nacht zum Ostersonntag
- 1965: Die Kur (Serie Sie schreiben mit)
- 1966: Das Millionending (Fernseh-Zweiteiler)
- 1966: Stahlnetz: Der fünfte Mann
- 1970: Mein schönes kurzes Leben
- 1970: Schlagzeilen über einen Mord
- 1974: Ermittlungen gegen Unbekannt
- 1975: Tatort: Mordgedanken
- 1985: Der Finger im Revolverlauf
- 1988: Faust – Vom Himmel durch die Welt zur Hölle
- 1990: Der zerbrochne Krug
- 1994: Altmann von Tom Tamar Pauer
- 1998: Neue Freiheit – Keine Jobs

## Hörspiele
- 1988: Botho Strauß: Bagatellen – Regie: Dieter Dorn (Hörspiel – WDR)